# Gometz-la-Ville
Gometz-la-Ville – miejscowość i gmina we Francji, w regionie Île-de-France, w departamencie Essonne.
Według danych na rok 1990 gminę zamieszkiwało 887 osób, a gęstość zaludnienia wynosiła 90 osób/km² (wśród 1287 gmin regionu Île-de-France Gometz-la-Ville plasuje się na 658. miejscu pod względem liczby ludności, natomiast pod względem powierzchni na miejscu 388.).